# Hans Messerli

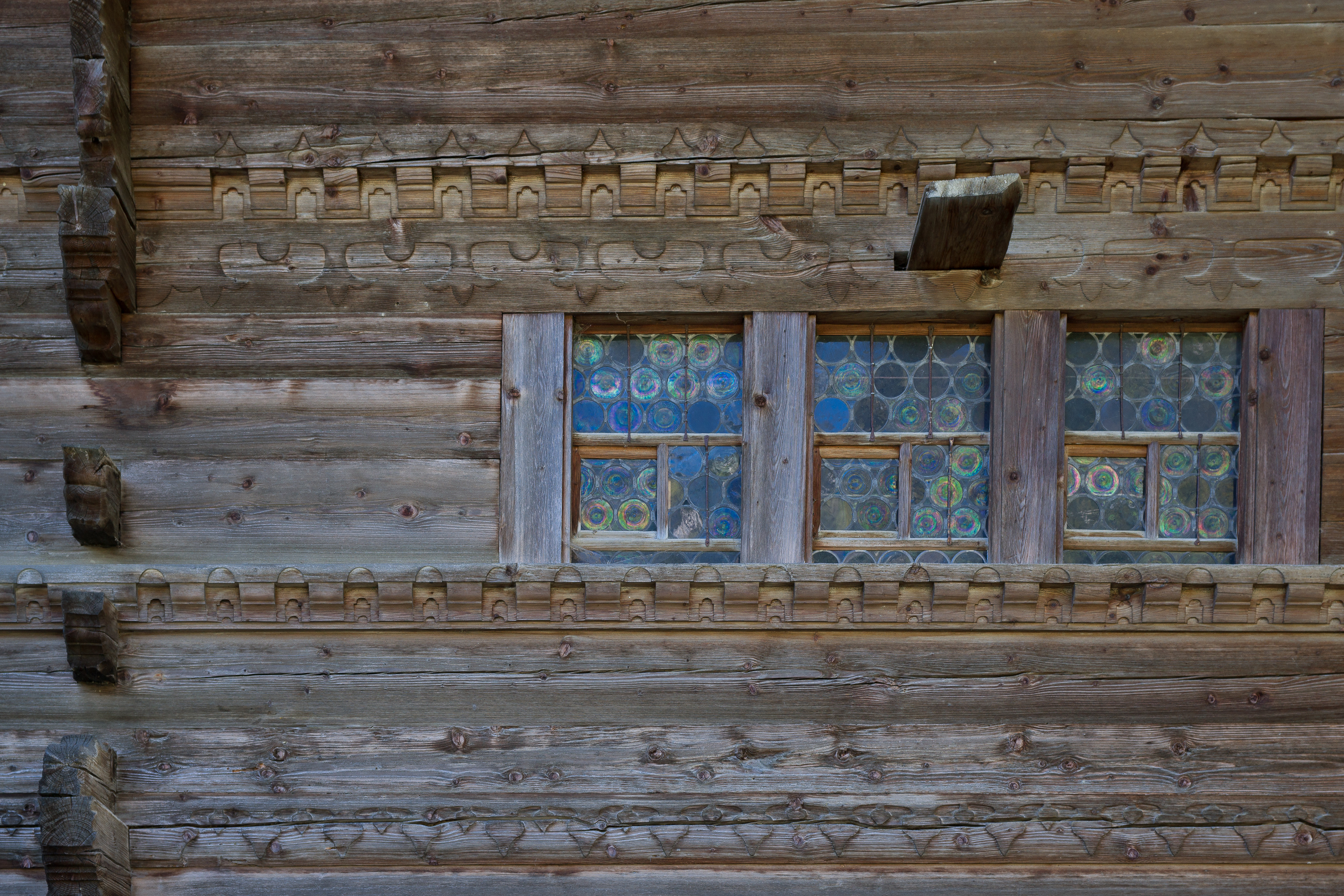
Vennerhaus in Oberwil im Simmental (1757)

Hans Messerli senior (* Dezember 1718 in Därstetten; † 21. April 1806 in Nidfluh in der Gemeinde Därstetten) war ein Niedersimmentaler Zimmermeister, dessen Häuser zu den bedeutendsten Baudenkmälern des Kantons Bern zählen. Einzelne Messerli-Häuser erscheinen im Schweizerischen Inventar der Kulturgüter von nationaler und regionaler Bedeutung und können auf dem Simmentaler Hausweg besichtigt werden.

## Junge Jahre
Messerli wurde als ältestes Kind und einziger Sohn des Benedikt Messerli (1692–1746) und der Anna Messerli geb. Ziörjen (1679–1737) geboren. Der Vater sowie der Grossvater – Hans Messerli senior (1658–1710) – lassen sich durch Niedersimmentaler Bauinschriften ebenfalls als Zimmermeister nachweisen. Der noch im alten Heimatort Oberwil im Simmental geborene Urgrossvater Peter Messerli (* 1615) liess sich nach seiner 1644 dort geschlossenen Ehe mit Magdalena Ueltschi in der Gemeinde Därstetten nieder. Dort wurden ihre sechs Töchter und die beiden Söhne geboren.
Das 1739 in der Bäuert Nidfluh durch Michael Teuscher (1703–1784) neu gebaute Haus trägt die Inschrift: „Zimmer Meister waren Bendicht Messerli und sein Sohn [Hans]“. Der Bauherr wurde ein Jahr später Schwager des bekannten Niedersimmentaler Zimmermeisters, der nach Familientradition das Haus seiner Lehrjahre später zum Wohnsitz machte.
Der junge Zimmermann Hans Messerli vermählte sich am 8. März 1740 in Zweisimmen mit der zehn Jahre älteren Anna Elisabeth Teuscher (1708–1775). Sie wurden Eltern von zwei Kindern: Hans Messerli junior (1742–1814), unverheiratet, und Anna Messerli (1750–1750).

## Meisterwerke

### Knuttihaus (1756)

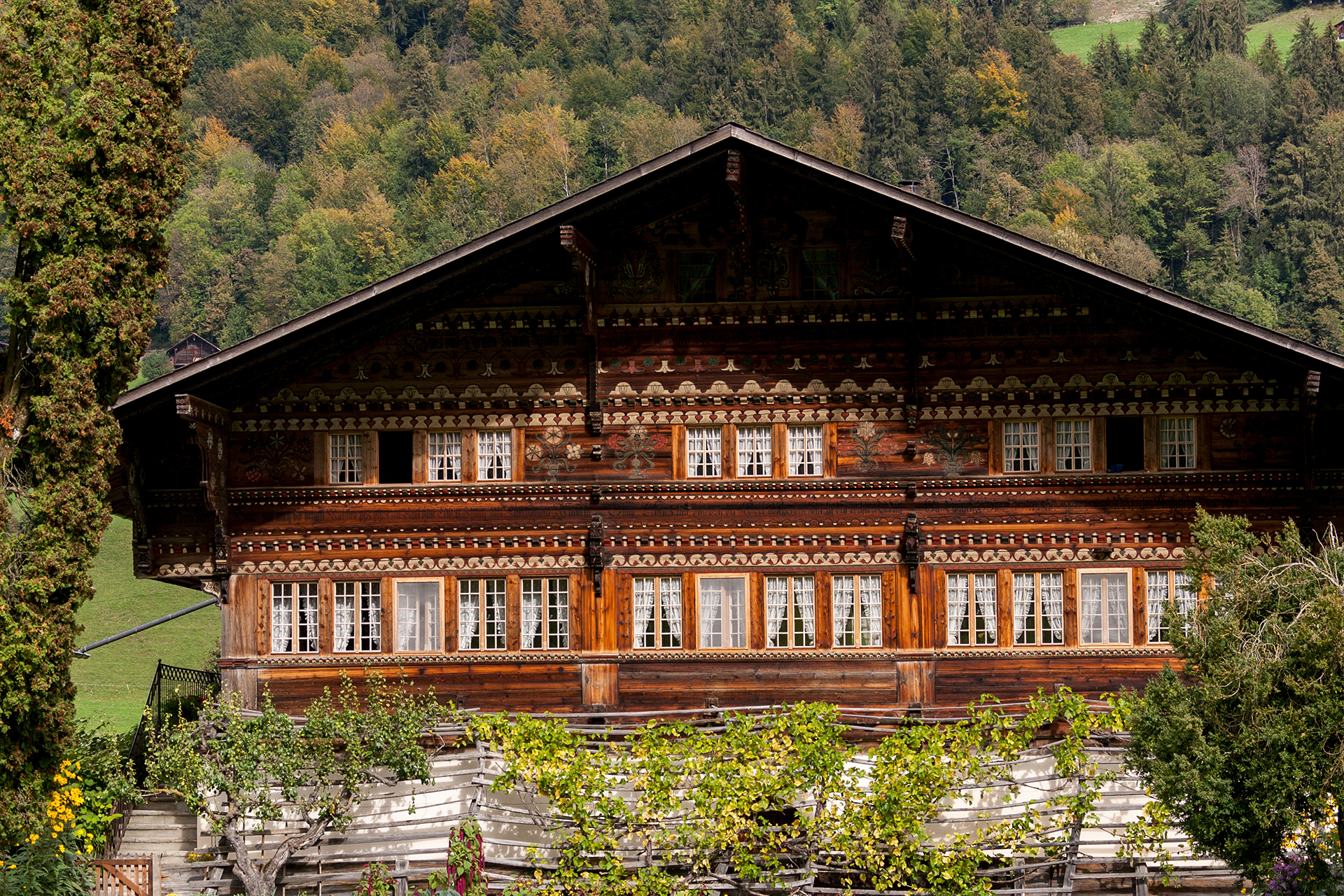
Das „Knuttihaus“ z’Moos in der Bäuert Zwischenbächen in Därstetten

Zwischen 1739 (als Messerli mit seinem Vater namentlich erwähnt wurde) und 1756 ist kein Nachweis von Zimmermeister Hans Messerli bekannt. Dafür trägt das sogenannte „Knuttihaus“ z’Moos, nicht weit von der Kirche Därstetten, die Inschrift Messerlis. Gebaut wurde das „Prestigeobjekt“ 1756 im Auftrag von Johannes Knutti (1695–1781) und Anna Barbara Knutti geb. Kübli (1707–1791) sowie deren Sohn Christian Knutti (1726–1796) und Schwiegertochter Anna Knutti geb. Ueltschi (1732–1768). Zusammen mit dem prächtigen Bau und der einzigartigen, 1760 von Anton Schwaller in der sogenannten „Sonntagsstube“ ausgeführten Malerei, ist das „Knuttihaus“ eines der bedeutendsten Baudenkmäler des Kantons Bern.

### Vennerhaus (1757)

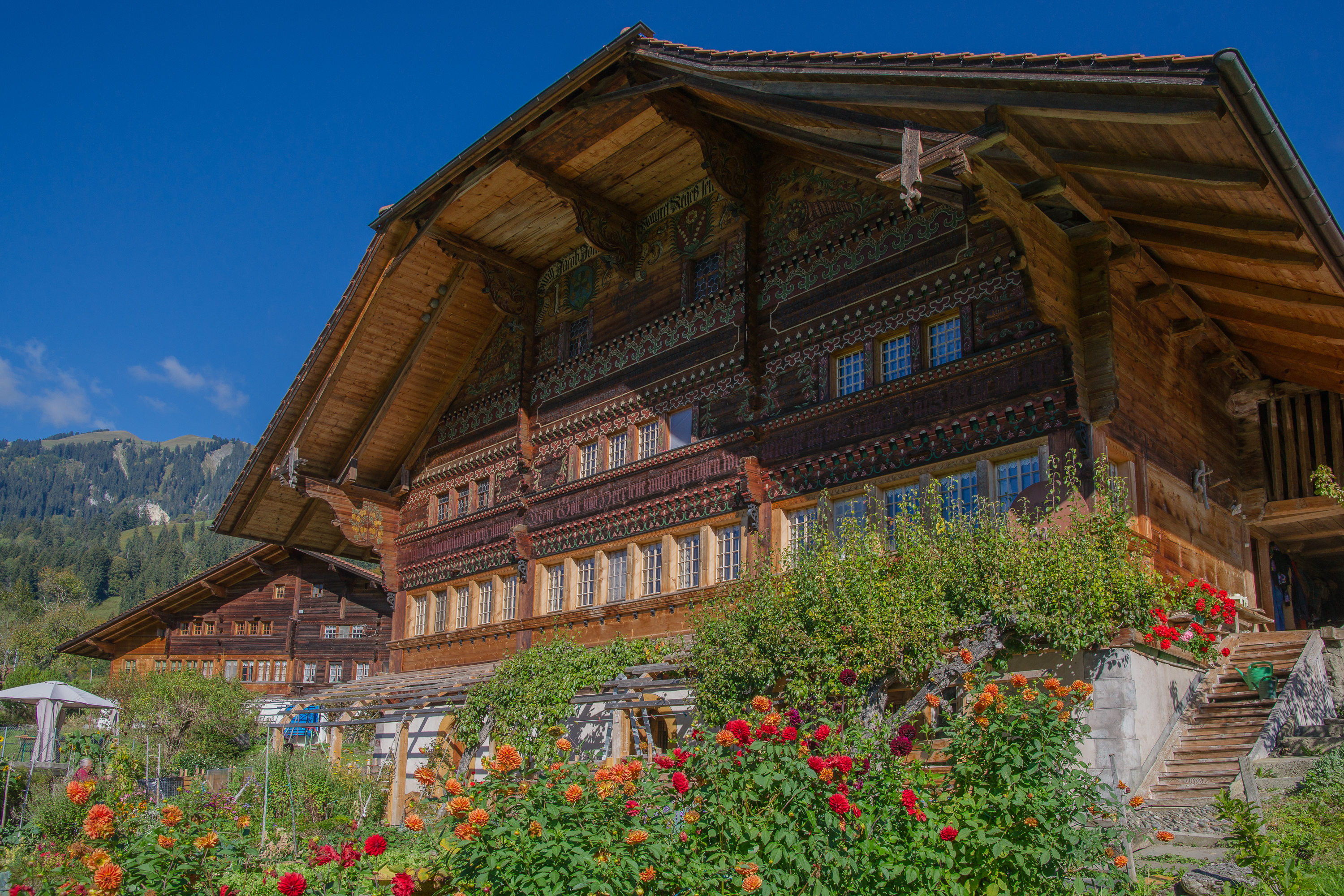
Das „Vennerhaus“ auf dem Bühl in der Bäuert Bunschen in Oberwil im Simmental

„Zimmermeister Hans Messerli“ figurierte 1757 unter den Bauleuten, welche das sogenannte „Vennerhaus“ auf dem Bühl in der Bäuert Bunschen in der Gemeinde Oberwil i.S. im Auftrag des Landesvenners Jakob Joneli (1718–1761) und Margaretha Joneli geb. Regez (1724–1760) und deren Tochter Anna Joneli [verheiratet Eschler] (1751–1817) bauten. Einer der Zimmermannsgesellen, welcher ebenfalls am „Vennerhaus“ geholfen hat, war Johannes Bühler junior (1726–1798), seit 1754 Ehemann der Magdalena Bühler geb. Messerli (1720–1789), einer jüngeren Schwester Messerlis.

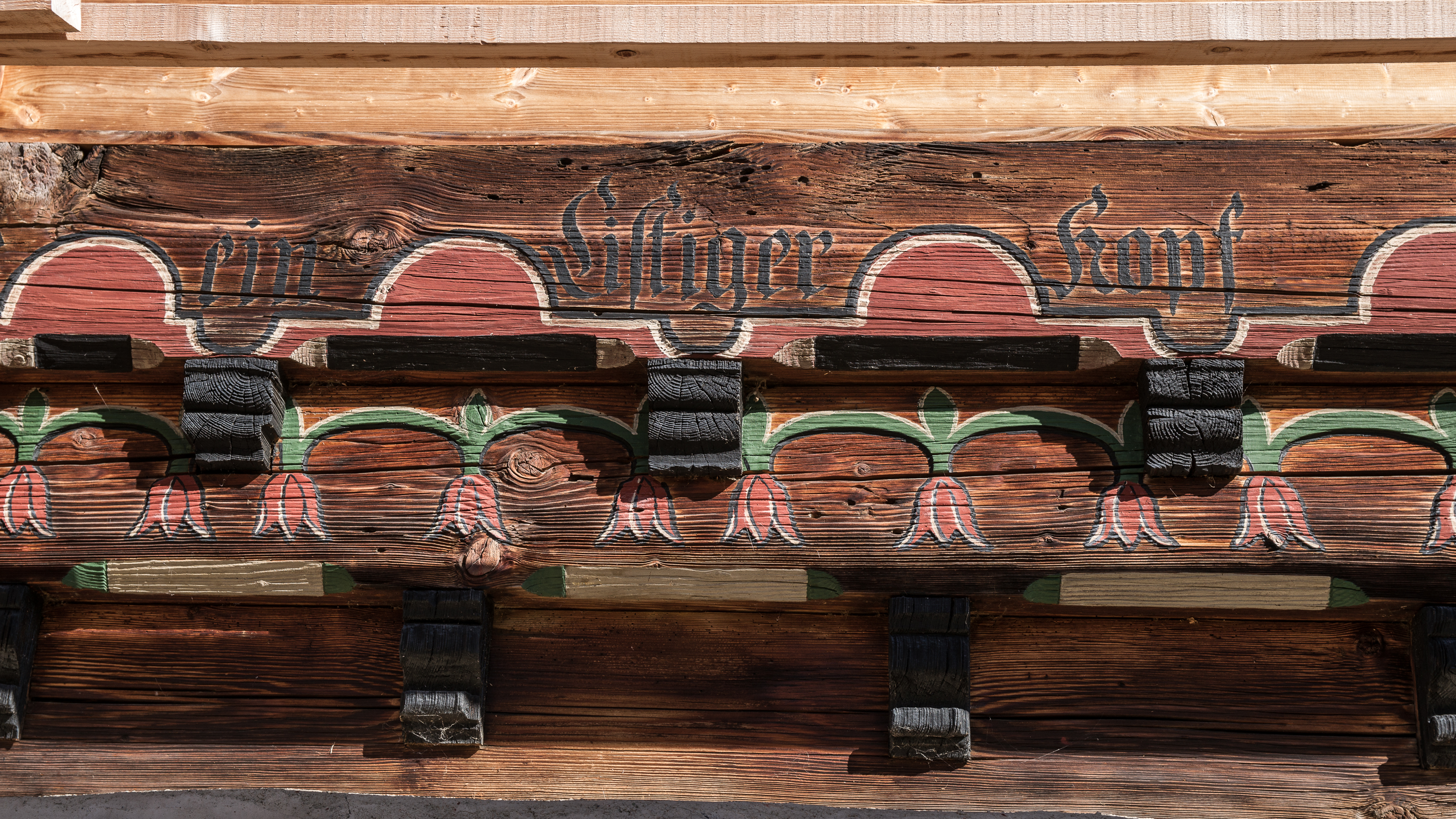
Inschrift „ein Listiger Kopf“ am „Vennerhaus“

Der „listige Kopf“, der in der „Vennerhaus“-Inschrift an der Stockschwelle (Rähm) erwähnt wird, bezieht sich nicht auf Zimmermeister Hans Messerli. „Einzigartig für das ganze [Berner] Oberland“ ist die Tatsache, dass zwei Mahler am „Vennerhaus“ mit folgenden, „persiflierenden“ Spruch verewigt sind: „Dem Mahler Allenbach als einem arme Tropf, der Meister Amrein der Als ein Listiger Kopf gar wohl behilflich war mit mahlen und die Farb Reiben so das Er Endlich wird die Meisterschaft wohl haben“. Affolter nennt Stefan Allenbach als der am Oberwiler „Vennerhaus“ beteiligte Maler. Der Malermeister Amrein lässt sich bisher leider nicht näher identifizieren.

### Am Argel (1759)

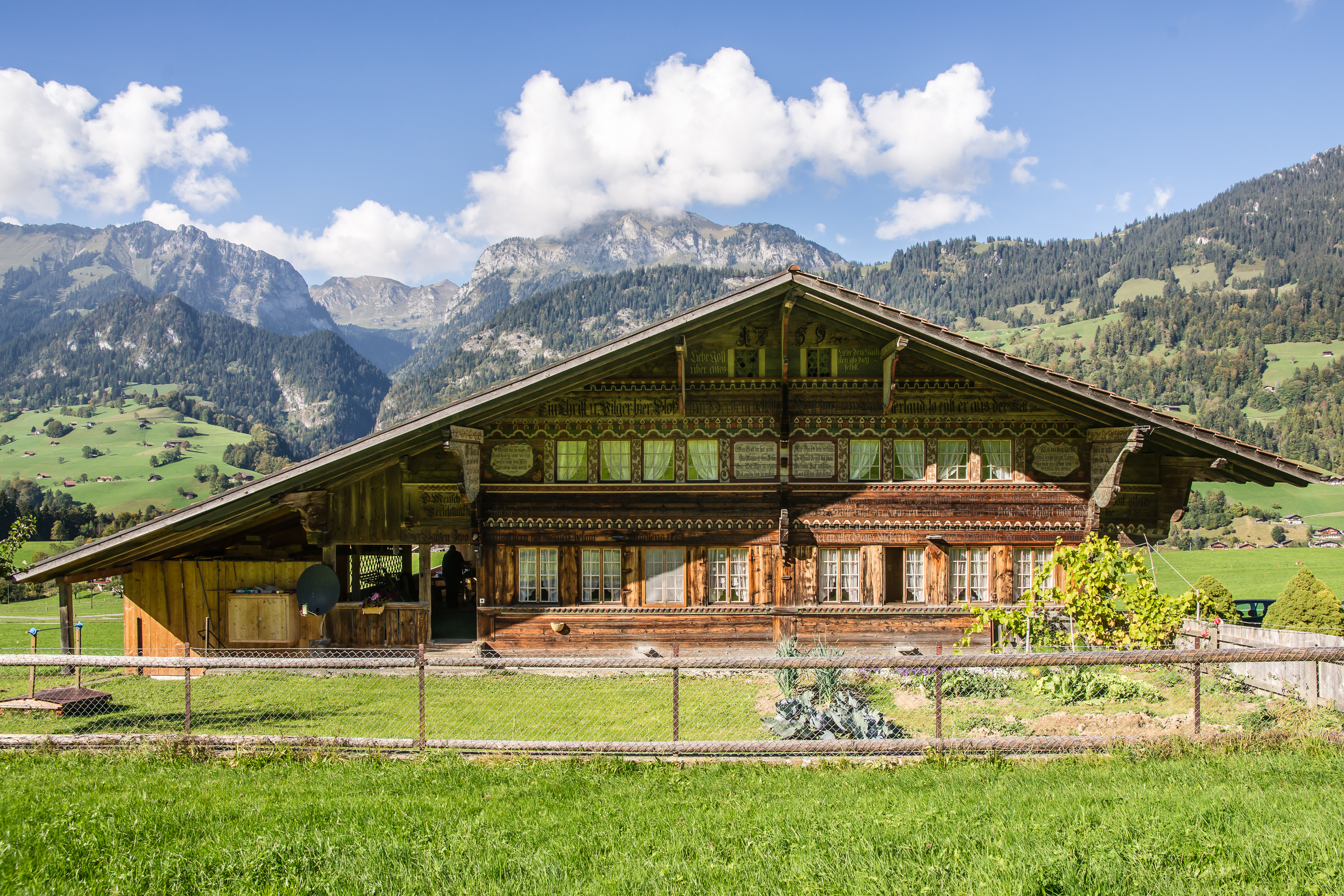
Das Haus am Argel in der Bäuert Zwischenbächen in Därstetten

Im Jahre 1759 erteilten zwei ledige Schwestern – Magdalena Mani (1724–1803) und Salome Mani (1726–1790) – Zimmermeister Messerli den Auftrag, ihr neues Haus „am Argel“ in der Bäuert Zwischenbächen der Gemeinde Därstetten zu errichten. Auch dieses Meisterwerk Messerlis gilt als eines der wertvollsten Baudenkmäler des Kantons Bern.

### Linde (1766)
Als in der Nacht vom 23. auf den 24. April 1765 „in mithen des in dem dorf Erlenbach gestandenen und von entwelchen Haushaltungen bewohnt gewesenen Schulhause, ohnwissend wie, dergestalten Feür […]“ ausgebrochen ist, brannten 14 Häuser und 9 Scheunen ab, 26 Familien verloren ihr Zuhause. Beim Wiederaufbau des Dorfes 1766 war Messerli unter den zahlreichen Handwerkern dabei.

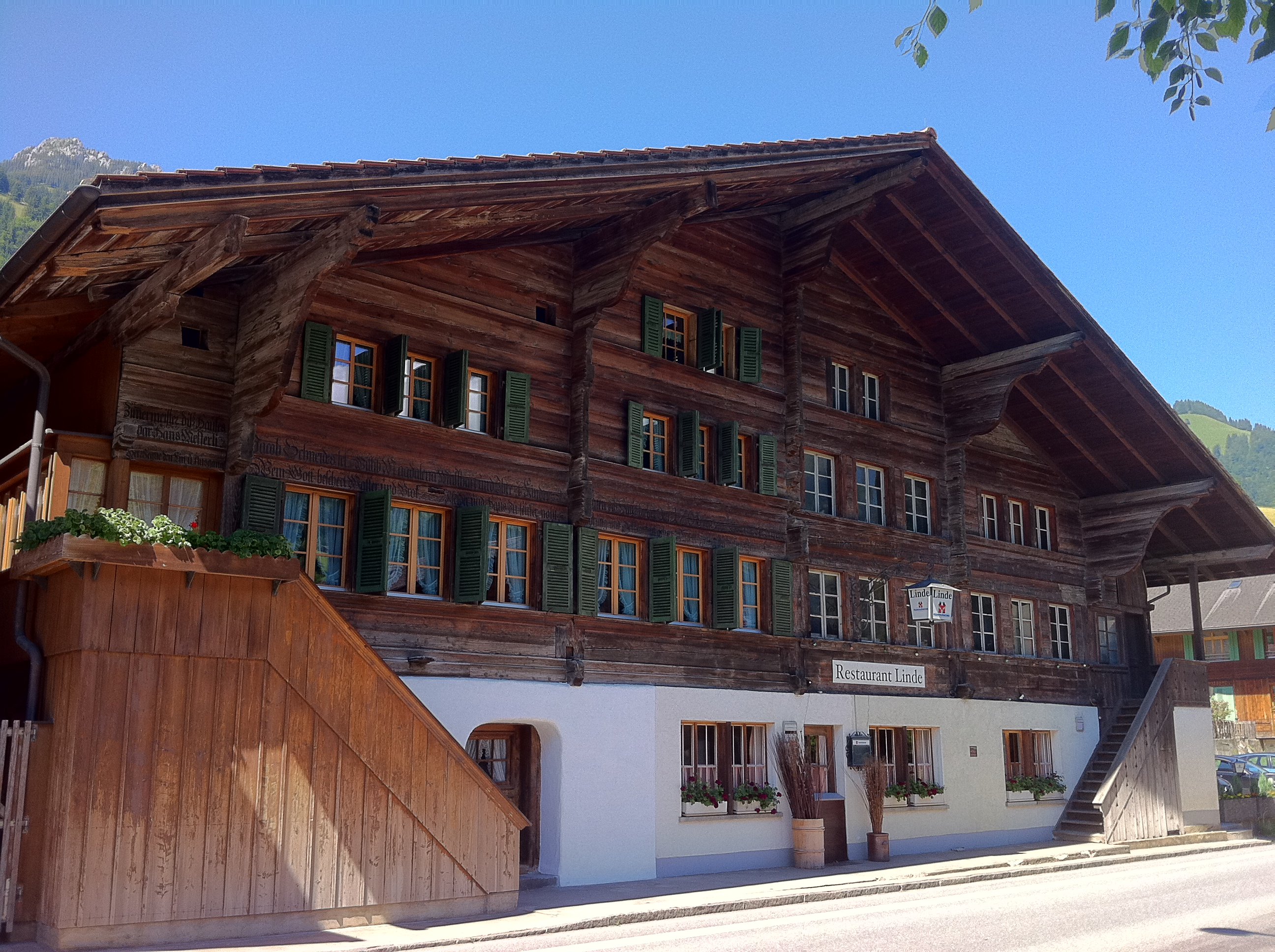
Die „Linde“ in Erlenbach im Simmental, 1766 von Hans Messerli sen. gebaut.

Einzig die Bauinschrift des neu errichteten Gasthofes „Linde“ trägt die Inschrift mit dem Namen Messerlis. Im Vergleich mit früheren Messerli-Bauten lassen sich aber mindestens drei der neuen Häuser im Dorf Erlenbach dem grossen Zimmermeister zuordnen. Folgende Häuser werden Messerli zugeschrieben:
- das dendrodatierte (1766) heutige „Talmuseum Agensteinhaus“, dessen Bauherrschaft Jakob Walthard (1711–1792) mit Ehefrau Barbara Walthard geb. Karlen verw. Regez (1718–1802) und ihrer Tochter Magdalena Regez [verh. Tschabold] (1748–1819) gebildet haben
- das grosse Haus mit Ründidach, das Hauptmann Johann Rudolf Grünenwald II. (1714–1791) und dessen Gemahlin, Barbara Grünenwald geb. Mani (1721–1781), bauen und lediglich mit ihren Familienwappen und Jahrgang (jedoch nicht mit Namen der Bauherrschaft) versehen liessen
- das wohl 1777 als Schulhaus errichtete Gebäude, in dem sich heute die Post befindet. Das imposante Haus des langjährigen Erlenbacher Obmanns Johann Rudolf Grünenwald-Mani ist als sogenanntes „Vépyhaus“ bekannt, weil es während Jahrzehnten im Besitz dieser ungarischen Adelsfamilie war.

Zumstein macht darauf aufmerksam, dass Hans Messerli junior (1742–1814) in der väterlichen Werkstatt beim Wiederaufbau in Erlenbach sowie später wahrscheinlich dabei war, auch wenn seine Tätigkeit als Zimmermann sich bisher nicht nachweisen lässt.

## Späteres Leben und weitere Bauten
1757 muss Anna Elisabeth Messerli geb. Teuscher schwer krank geworden sein, denn als sie am 18. Januar 1775 in Nidfluh starb, notierte der Pfarrer Niklaus Eggemann, dass sie „[…] 18 Jahr lang contract [gelähmt] darnidergeleg[en],“ war. Schon am 31. März 1775 vermählte sich der 56-jährige Hans Messerli in Därstetten mit der 21-jährigen Susanna Klossner (1753–1838). Landesvenner Jakob Reber I. (1747–1824) war 1777 einer der Taufpaten des David Messerli I. (1777–1777), dem ersten Kind des Zimmermeisters und seiner zweiten Ehefrau.
Zumstein nennt Landesvenner Jakob Reber den Wegbereiter Messerlis ins Diemtigtal. Dendrochronologisch datiert mit 1774 wurde der neue Familiensitz des Jakob Reber und seiner Gemahlin Susanna Reber geb. Stucki (1746–1830) – die „Trogmatte“ im Dorf Diemtigen – dem Zimmermeister Messerli zugeschrieben. Jedoch bleibt Messerlis erstes, inschriftlich nachweisbar gebaute Haus im Diemtigtal die „Schürmatte“ von 1778 in der Bäuert Schwenden.
Die im Auftrag des Ehepaars Jakob Reber-Stucki und der Margaretha Stucki geb. Mani (1716–1791) 1779 erbaute „Trogmattenscheune“ trägt die Inschrift „Hans Messerli, Zimmer Meister“.
Am Stammhaus des Leutnants Peter Joneli II. (1735–1813) und seiner Gattin Magdalena Joneli geb. Ueltschi (c. 1730–1799) lautet die Bauinschrift von 1780: „Anfangs Jacob Gobeli M[eister] w[a]r Hans Messerli verbesserts gar“. Ebenfalls erweitert wurde im letzten Viertel des 18. Jahrhunderts das grosse, 1726 in Nidfluh oberhalb Därstetten für Martin Lehnherr (c. 1692–1770) und Magdalena Lehnherr geb. Ueltschi (1680–1749) gebaute Haus. Die Erweiterung wird Zimmermeister Hans Messerli zugeschrieben.
Das Haus „am Underberg“ in der Bäuert Entschwil, 1791 im Auftrag von Jakob Stucki (1734–1806) und Anna Maria Stucki geb. Hiltbrand (1730–1820) erbaut, trägt ebenfalls die Inschrift Messerlis.
Im Jahre 1797 liessen Johannes Regez senior (1764–1822) und Susanna Katharina Regez geb. Ueltschi (1766–1818) eine stattliche Scheune in der „Haslematte“ in der Bäuert Berg, Reichenbach und Hasle in Därstetten erbauen. Die sich darauf befindende Fraktur-Inschrift lautet: „L[assen] B[auen] Joh[annes] Regez v[= u(nd)] S[usanna] C[atharina] Ü[ltschi] 1797 / Z[immer] M[eister] H[ans] M[esserli] war 77 Jar alt Jitz ist die, / 285. First die ich aufbaue.“
Zimmermeister Hans Messerli senior starb mit 87 Jahren am 21. April 1806 in Nidfluh. Witwe Susanna Messerli geb. Klossner wohnte in späteren Jahren bei ihrem jüngsten Sohn, David Messerli II. (1782–1858), und seiner Familie „im Stigimaad“ bei Weissenburgberg, wo sie 84-jährig am 4. September 1838 starb.